# Đông Thọ, thành phố Thái Bình
Đông Thọ là một xã thuộc thành phố Thái Bình, tỉnh Thái Bình, Việt Nam.
Xã có diện tích 2,43 km², dân số 4.243 người, mật độ dân số 1.746người/km².